# S-a născut o stea (film din 2018)
S-a născut o stea (original în engleză A Star Is Born) este un film muzical de dragoste din 2018, produs și regizat Bradley Cooper, marcând debutul său regizorial; Cooper a scris, de asemenea, scenariul, alături de Will Fetters și Eric Roth. S-a născut o stea este un remake al filmului din 1937 cu același nume, și îi prezintă în rolurile principale pe Cooper, Lady Gaga, Andrew Dice Clay, Dave Chapelle, și Sam Elliott. Filmul înfățișează povestea unui cântăreț de muzică country alcoolic (Cooper) ce descoperă și se îndrăgostește de o solistă tânără (Gaga). Această versiune reprezintă cel de-al treilea remake al versiunii originale din 1937 (în care au jucat Janet Gaynor și Fredric March), adaptată în musicalul din 1954 (în rolurile principale Judy Garland și James Mason), și refăcută mai apoi în musicalul rock din 1976 în care au jucat Barbra Streisand și Kris Kristofferson.
Planurile pentru cel de-al treilea remake al filmului S-a născut o stea au început în 2011, Clint Eastwood fiind regizorul inițial și având-o ca actriță principală pe Beyoncé. Filmul a rămas în stagiul de dezvoltare timp de câțiva ani, numeroși actori precum Christian Bale, Leonardo DiCaprio, Will Smith sau Tom Cruise fiind luați în considerare pentru a juca rolul principal. În luna martie a anului 2016, Cooper a semnat pentru a fi actor și regizor, iar Lady Gaga s-a alăturat distribuției în august 2016. Primele filmări au început la festivalul muzical Coachella, în aprilie 2017.
S-a născut o stea a avut premiera la Festivalul de film din Veneția la 31 august 2018, și a fost lansat în Statele Unite la 5 octombrie 2018, prin Warner Bros. Records. Filmul a obținut încasări de 409 de milioane de dolari în întreaga lume și a primit aprecieri din partea criticilor de specialitate, aceștia lăudând interpretările lui Cooper și Gaga, regia, cinematografia și muzica. A fost ales atât de National Board of Review, cât și de Institutul American de Film, drept unul dintre cele mai bune 10 filme ale anului 2018. A primit, de asemenea, cinci nominalizări la cea de-a 76-a ediție a Premiilor Globul de Aur, inclusiv la categoria „Cel mai bun film dramatic”, și a câștigat premiul Globul de Aur pentru cea mai bună melodie originală pentru cântecul „Shallow”. S-a născut o stea a obținut opt nominalizări la cea de-a 91-a gală a premiilor Oscar, primind nominalizări la categoriile „Cel mai bun film”, „Cel mai bun actor” (Cooper), „Cea mai bună actriță” (Gaga), „Cel mai bun actor în rol secundar” (Elliot), câștigând la categoria„Cea mai bună melodie originală” pentru „Shallow”.

## Sinopsis
Jackson Maine, un faimos cântăreț de muzică country ce se luptă în particular cu o dependență gravă de alcool și droguri, cântă la un concert din California („Black Eyes”). Sprijinul lui principal este Bobby, managerul și fratele lui vitreg mult mai în vârstă. După spectacol, Jackson intră într-un bar pentru travestiți și o urmărește pe Ally, o chelneriță și cântăreață-compozitoare, cum interpretează piesa „La Vie en Rose”. Jackson se declară uimit de talentul acesteia; cei doi își petrec seara împreună, discutând. Ally îi dezvăluie problemele pe care le-a întâmpinat în încercarea de a-și înființa o carieră muzicală profesională. 
Jackson o invită pe Ally la următorul lui concert. În ciuda refuzurilor inițiale, aceasta ajunge la spectacol, și cu încurajările din partea lui Jackson, cei doi urcă pe scenă pentru a cânta împreună melodia „Shallow”. Jackson o invită pe Ally să cânte în întregul lui turneu alături de ea, iar protagoniștii încep o relație amoroasă („Maybe It's Time”). Într-o seară, cei doi încearcă să inițieze o partidă de sex, însă Jackson leșină din cauza excesului de alcool. În Arizona, Ally și Jackson trec pe la ferma în care acesta a crescut și unde tatăl lui este, de asemenea, înmormântat. Jackson descoperă faptul că Bobby a vândut terenul, iar înfuriat de trădarea lui, îl lovește cu pumnii. Ulterior, Bobby își dă demisia din rolul de manager.
În turneu („Always Remember Us This Way”), Ally îl cunoaște pe Rez, un producător muzical ce îi oferă un contract cu o casă de discuri. Deși vizibil deranjat de decizia luată, Jackson o sprijină pe Ally în cariera ei muzicală. Rez o îndepărtează pe Ally de muzica country și o orientează către muzica pop („Heal Me”). Jackson este absent de la una din interpretările lui Ally după ce leșină în public din cauza alcoolului; acesta își revine la casa unui prieten, Noodles, și se împacă cu Ally. Mai târziu, Jackson o cere în căsătorie pe Ally cu un inel făcut dintr-o coardă de chitară, și se căsătoresc în aceeași zi.
În timp ce Ally cântă la emisiunea Saturday Night Live piesa „Why Did You Do That?”, Bobby se împacă cu Jackson. Ulterior, Jackson și Ally se ceartă după ce acesta își exprimă dezacordul față de noua imagine și muzică a soției sale, în ciuda faptului că aceasta a primit trei nominalizări la premiile Grammy. La gala de decernare a premiilor, Jackson este vizibil în stare de ebrietate și aduce un omagiu lui Roy Orbison. Ally câștiga premiul Grammy pentru cel mai bun artist nou, iar atunci când aceasta urcă pe scenă pentru a-și revendica premiul, Jackson o urmărește. În timpul discursului, acesta urinează și leșină pe scenă. Lorenzo îl mustrează pe Jackson, iar Ally îl ajută să îl trezească. În urma incidentului, Jackson este internat la un centru de dezintoxicare și reabilitare.
În timp ce se recuprează, Jackson îi mărturisește consilierului său tentativele de sinucidere din adolescență. Acesta îi cere iertare cu lacrimi în ochi lui Ally pentru comportamentul său, și se întoarce acasă. Ally își dorește ca Jackson să cânte alături de ea în turneul european, însă Rez refuză cu orice preț acest lucru. Prin urmare, datele rămase ale turneului sunt anulate pentru ca Ally să poată avea grijă de soțul ei. Mai târziu, Rez îl mustrează pe Jackson, îl informează cu privire la motivele pentru care turneul este anulat și îl acuză, de asemenea, de îngreunarea și reținerea carierei lui Ally. În aceeași după-amiază, Ally îl minte pe Jackson și îi spune că turneul a fost anulat pentru a se putea concentra pe următorul ei album de studio. Jackson îi promite că va veni cu ea la ultimul ei concert, însă după ce aceasta pleacă, el se spânzură în garaj. 
Ally devine de neconsolat după moartea soțului ei. Ea este vizitată de Bobby, care îi afirmă că moartea lui Jackson a fost doar din vina și greșelile lui, iar ea nu este vinovată cu nimic. Ally ia o piesă pe care Jackson a scris dar pe care nu a cântat-o niciodată („I'll Never Love Again”), și o interpretează în cadrul unui spectacol omagiu pentru el.

## Distribuție
- Bradley Cooper în rolul lui Jackson Maine, un cântăreț și textier consacrat. Este mentorul și iubitul lui Ally.
- Lady Gaga în rolul lui Ally Campana-Maine, o cântăreață și textieră necunoscută.
- Sam Elliott în rolul lui Bobby Maine, fratele mai mare a lui Jackson și manager.
- Dave Chappelle în rolul lui Noodles, prieten apropiat a lui Jackson și cântăreț pensionat.
- Andrew Dice Clay în rolul lui Lorenzo, tatăl lui Ally.
- Anthony Ramos în rolul lui Ramon, prietenul lui Ally.
- Bonnie Somerville în rolul lui Sally Cummings.
- Michael Harney în rolul lui Wolfe, șoferul limuzinei lui Jackson.
- Rafi Gavron în rolul lui Rez, producător muzical și managerul lui Ally.

În plus, Rebecca Field în rolul lui Gail, iar Lukas Nelson & Promise of the Real apar în formația lui Jackson. Shangela Laquifa Wadley joacă rolul prezentatoarei din barul de travestiți, William Belli joacă rolul travestitei Emerald, iar Luenell joacă rolul unei caserițe. Marlon Williams, Brandi Carlile, Halsey, Alec Baldwin, și Don Roy King fac apariții scurte în film, drept ei înșiși.

## Producție

### Dezvoltare
În luna ianuarie a anului 2011, s-a anunțat faptul că actorul Clint Eastwood discuta despre un al treilea remake al filmului S-a născut o stea din 1937, Beyoncé urmând să primească rolul principal feminin; cu toate acestea, proiectul a fost amânat deoarece Beyoncé a rămas însărcinată. În luna aprilie 2012, Will Fetters a declarat website-ului Collider că scenariul a fost inspirat de cântărețul Kurt Cobain. Negocieri cu Christian Bale, Leonardo DiCaprio, Tom Cruise, Johnny Deep și Will Smith în vederea obținerii rolului principal masculin au fost purtate, însă toate au eșuat. La 9 octombrie 2012, s-a anunțat faptul că Beyoncé a părăsit proiectul, iar Bradley Cooper ar urma să fie actorul principal. Eastwood a fost interesat de Esperanza Spalding pentru rolul principal feminin.
Pe 24 martie 2015, Warner Bros. a anunțat faptul că negocierile alături de Cooper erau pe ultima sută de metri, acesta urmând să-și facă debutul regizoral cu ajutorul filmului, iar discuții pentru a o readuce pe Beyoncé în film erau, de asemenea, în curs. Cooper a devenit actorul principal masculin al filmului. La 16 august 2016, s-a raportat faptul că Lady Gaga va face parte în mod oficial din film, primind totodată undă-verde pentru a începe producția la începutul anului 2017. În luna noiembrie 2016, s-a anunțat că erau discuții în curs pentru a-l include pe Ray Liotta în film, urmând să joace rolul managerului personajului lui Lady Gaga. În cele din urmă, la 17 martie 2017, rolul i-a fost oferit lui Sam Elliott, Andrew Dice Clay încercând, de asemenea, să participe în film, în rolul tatălui personajului lui Lady Gaga. În aprilie 2017, Rafi Gavron, Michael Harney și Rebecca Field s-au alăturat filmului.
Filmările pentru S-a născut o stea au început la 17 aprilie 2017. În luna mai, Dave Chappelle a intrat în echipa filmului. În luna aprilie 2018, s-a anunțat faptul că solista Halsey face parte, de asemenea, din film.

### Muzică
După ce l-a urmărit interpretând la festivalul Desert Trip, Cooper l-a contactat pe Lukas Nelson (fiul cântărețului de muzică country Willie Nelson), rugându-l să ajute la compunerea cântecelor pentru film. Nelson a fost de acord cu propunerea respectivă, contribuind la scrierea câtorva cântece și trimiterea acestora la producători. Nelson s-a întâlnit, de asemenea, cu Lady Gaga, scriind melodii alături de ea. La rândul ei, Gaga a contribuit drept acompaniament vocal la albumul de studio pe care Nelson l-a lansat în anul 2017. Coloana sonoră interpretată de Lady Gaga și Bradley Cooper a fost lansată la 5 octombrie 2018, sub egida casei de discuri Interscope Records. Compania de înregistrări a spus că albumul „conține 19 melodii într-o gamă variată de stiluri și genuri muzicale + 15 dialoguri care vă vor purta într-o călătorie ce imită experiența vizionării filmului”.

## Lansare
S-a născut o stea a avut premiera oficială la Festivalul de film din Veneția, la 31 august 2018 . Filmul a mai fost difuzat la Festivalul Internațional de Film din Toronto, Festivalul Internațional de Film de la San Sebastián, precum și la Festivalul de Film din Zurich . S-a născut o stea a fost inițial programat pentru a avea premiera pe 18 mai 2018, data fiind amânată ulterior până pe 28 septembrie. Filmul a fost lansat în Statele Unite la 5 octombrie 2018, prin Warner Bros. Records. În România, filmul a fost lansat două săptămâni mai târziu, la 19 octombrie 2018.

## Receptare

### Încasări box office
Până la 21 ianuarie 2019, filmul S-a născut o stea a încasat peste 204.8 milioane de dolari în Statele Unite și Canada, precum și alte 204.4 milioane de dolari în alte teritorii, ajungând la un total de încasări din întreaga lume de 409.2 de milioane de dolari, depășind bugetul de 36–40 de milioane de dolari. 
În Statele Unite, S-a născut o stea a încasat 1.35 milioane de dolari din proiecțiile din noaptea zilelor de marți și miercuri. În prima zi, filmul a încasat 15.8 milioane de dolari, incluzând cei 3.2 de milioane de dolari din avanpremierele de marți. S-a născut o stea a debutat pe locul doi în box office, având încasări de 42.9 de milioane de dolari în doar o săptămână, pe prima poziție fiind filmul Venom. Filmul a rămas pe locul doi în cea de-a doua săptămână, având o scădere de 35%, cu încasări de 28 de milioane de dolari.
În afara Americii de Nord, filmul a fost lansat la 5 octombrie 2018 în 31 de țări, obținând 14.2 milioane de dolari în primul weekend; cele mai mari încasări au fost în Regatul Unit (5.3 milioane de dolari), Franța (2.1 de milioane de dolari), și Germania (1.9 milioane de dolari).

### Reacția criticilor
Pe platforma de recenzii Rotten Tomatoes, S-a născut o stea deține o rată de aprobare de 94% pe baza a 162 de recenzii, cu un rating mediu de 8/10. Consensul website-ului a fost „Cu idei îndrăznețe, o regie îndemânatică și o poveste de dragoste cu impact, S-a născut o stea este un remake făcut cum trebuie - și ne reamintește că unele povești pot fi la fel de emoționante într-o repovestire”. Pe website-ul Metacritic, filmul a primit un scor ponderat de 87 din 100, bazat pe 31 de critici, indicând „aclamații universale”.
Alonso Duralde de la website-ul TheWrap i-a oferit o recenzie pozitivă filmului, spunând că „Lady Gaga și Cooper sunt ca o dinamită împreună; este o poveste care trăiește și moare în centrul atenției, iar chimia instantă dintre ei nu poate trece neobservată; amândoi au inimi negre în mâneci”. Criticul a lăudat, de asemenea, interpretările muzicale, considerându-le „electrizante”. Owen Gleiberman de la revista Variety a lăudat regia lui Cooper, scenariul și actoria, numind S-a născut o stea un „film Hollywood sublim”. Leah Greenblatt de la publicația Entertainment Weekly i-a oferit filmului un calificativ de B+. În recenzie, criticul a scos în evidență interpretarea lui Gaga, fiind de părere că „ea merită laude pentru interpretarea reținută și la o scară umană, în rolul unei cântărețe cu vulnerabilități obișnuite, ce par a fi la kilometri distanță față de delirul sclipicioasei rochii din carne și atitudinea pe care o are de obicei pe scenă”.
Stephanie Zacharek de la revista Time a opinat că S-a născut o stea este la fel de superior ca versiunile sale anterioare. Criticul a lăudat, de asemenea, regia lui Cooper, iar în ceea ce privește chimia dintre Gaga și Cooper, acesta a spus că: „Pleci din sala de cinema cu sentimente profunde pentru acești doi oameni, persoane cu defecte care să-și păstreze bucățile rupte ale sufletului–și să repare crăpăturile celor pe care îi iubesc”. Zacharek a fost de părere că interpretarea lui Gaga a fost un „knock-out”. Într-o recenzie pentru publicația Los Angeles Times, Justin Chang a descris filmul drept „remarcabil”, lăudând regia, interpretarea, scenariul și cinematografia lui Cooper.